# 二階堂高嗣
二階堂 高嗣（にかいどう たかし、1990年〈平成2年〉8月6日 - ）は、日本のアイドル、俳優。男性アイドルグループKis-My-Ft2およびその派生グループ舞祭組のメンバー。愛称は、ニカ、ニカちゃん、にぃに。
東京都出身。STARTO ENTERTAINMENT所属。

## 来歴
小学4年生の時に、KinKi Kidsのファンだった姉が本人に内緒で履歴書を送る。後日、姉から「キンキのコンサートに行くからね」と言われ一緒についていったところ、それがオーディションだった。二階堂本人はオーディションの意味を理解していなかったが、言われるがままに一生懸命踊ったという。
2001年2月4日にオーディションを経てジャニーズ事務所に入所。応募した履歴書には間違えて友達の家の電話番号を書いてしまっていたにもかかわらず、「NHKへ来てください」と連絡がきたという。その後、ジャニーズJr.内ユニット・A.B.C.Jr.のメンバーとしても活動していた。
2001年9月、フジテレビ『NO KISS』でドラマ初出演。
2005年7月からはKis-My-Ft2として活動し、2011年8月10日に「Everybody Go」でCDデビュー。
2011年、映画『小川の辺』で映画初出演。
2013年12月13日、宮田俊哉、横尾渉、千賀健永とで結成されたユニット・舞祭組として、「棚からぼたもち」でCDデビュー。
2024年1月1日、個人のYouTubeチャンネル「ニカちゃんネル」を開設。同年1月18日、個人X（旧Twitter）アカウントを開設。
2024年9月15日、体調不良のため一時活動休止することを発表。
2025年1月10日、活動再開を発表した。
2025年4月からは二階堂の初冠番組となるバラエティ番組「ニカゲーム」が全4回で放送。6月にさらに1時間特番として放送されたあと、8月にイベントが開催されることが発表された。

## 人物
愛称である「にぃに」はTravis Japanから呼ばれており、自身の甥から「にぃに」と呼ばれていることにちなむ。また、Sexy Zoneの松島聡と親交があり、松島から自身の愛称でもある「ニカちゃん」と呼ばれるくらいの仲。
元々は右利きだったが、大ファンであるダウンタウンの松本人志が左利きであることを知り、そこから左手で持つようになったという。
小さい頃からいたずらっ子で、ジャニーズJr.時代は勝手に人のお菓子を食べたり、KAT-TUNの亀梨和也にタメ口で「亀」と呼んでいたりなどヤンチャだったという。
Kis-My-Ft2のライブ演出を主に担当しており、時にはメンバーに演出を相談し任せることがある。
2023年8月30日にオンエアされたメンバーの北山宏光グループ卒業前最後の7人全員による「Kis-My-Ft2キスマイRadio」の企画「北山宏光王決定戦」(過去の放送回から出題された北山に関するクイズ大会)で優勝し「北山宏光王」に輝いた。
趣味は、ソロキャンプとスキューバダイビング。

## 作品
※ジョッシー松村=二階堂高嗣
| 曲名                   | 作詞            | 作曲                                        | JASRAC 作品コード | JASRAC 名義                    | 収録 | 備考                      |
| ソロ曲                 | ソロ曲          | ソロ曲                                      | ソロ曲            | ソロ曲                         | ソロ曲 | ソロ曲                    |
| ---------------------- | --------------- | ------------------------------------------- | ----------------- | ------------------------------ | --- | ------------------------- |
| ジョッシー松村のSCREAM | ジョッシー松村  | Erik Smaaland                               | 5A1-2010-1        | Kis-My-Ft2 二階堂高嗣          | アルバム『I SCREAM』〈完全生産限定 4cups盤〉 - 二階堂ソロ                                                       | YouTubeでLive Video公開。 |
| はぐすた               | Diggy-MO'       | Christofer Erixon Josef Melin               | 1N0-3999-4        | Kis-My-Ft2 二階堂高嗣          | アルバム『FREE HUGS!』〈通常盤〉 - 二階堂ソロ                                                                   |                           |
| BRAVE TUNING           | かいりきベア    | かいりきベア                                | 263-2492-0        | 二階堂高嗣 Kis-My-Ft2          | 映像作品『LIVE TOUR 2021 HOME』〈通常盤〉特典CD - 二階堂ソロ シングル『Fear/SO BLUE』〈初回盤A〉 - 二階堂ソロPV |                           |
| ユニット曲             |                 |                                             |                   |                                | |                           |
| Catch & Go!!           | ENA☆            | CHOKKAKU SYB・IGGY                          | 1D3-1627-7        | Kis-My-Ft2                     | アルバム『Kis-My-1st』 - 横尾渉&宮田俊哉&二階堂高嗣&千賀健永                                                    |                           |
| Forza!                 | HIKARI          | HIKARI Stephan Elfgren                      | 1E3-3564-0        | Kis-My-Ft2                     | アルバム『Goodいくぜ!』 - 玉森裕太 with 横尾渉&宮田俊哉&二階堂高嗣&千賀健永                                     |                           |
| Chance Chance Baybee   | Takuya Harada   | Takuya Harada Samuel Wearmo                 | 1E3-3738-3        | Kis-My-Ft2                     | アルバム『Goodいくぜ!』 - 横尾渉&宮田俊哉&二階堂高嗣&千賀健永                                                   |                           |
| Double Up              | Komei Kobayashi | Kei Kwangwook Lim Ryan Kim CR Chase         | 1H6-4666-2        | 二階堂高嗣 千賀健永 Kis-My-Ft2 | アルバム『KIS-MY-WORLD』 - 二階堂高嗣&千賀健永                                                                  |                           |
| 70億分の2              | SHIKATA         | SHIKATA KAY                                 | 221-1606-1        | Kis-My-Ft2 二階堂高嗣 千賀健永 | シングル『Sha la la☆Summer Time』〈初回生産限定盤B〉 - 二階堂高嗣&千賀健永                                      |                           |
| Happy Birthday         | 小松レナ        | Takuya Harada Christofer Erixon Josef melin | 1M0-8138-5        | 北山宏光&二階堂高嗣 Kis-My-Ft2 | シングル『LOVE』〈通常盤〉 - 北山宏光&二階堂高嗣                                                                |                           |
| #NO!NO!                | 浅利進吾        | 浅利進吾                                    | 252-7542-9        | 玉森裕太&二階堂高嗣 Kis-My-Ft2 | アルバム『To-y2』〈通常盤〉 - 玉森裕太&二階堂高嗣                                                               |                           |

## 出演
グループでの出演はKis-My-Ft2#出演・舞祭組#出演を参照。

### テレビドラマ
- デジタルフォトドラマ「NO KISS」（2001年9月25日、フジテレビ）[12]　- 小学生時代の快彦 役（回想シーン）
- BAD BOYS J（2013年4月7日 - 6月23日、日本テレビ） - 段野秀典 役[28]
- 女請負人〜仕掛けられた女の罠〜（2014年9月12日、フジテレビ） - 小暮俊作 役
- 平成舞祭組男（2014年10月18日 - 2015年1月4日、日本テレビ） - グループ主演・二階堂高嗣 役
- なぜ家族は消されたのか?心を操る恐怖のサイコパス〜成海朔の挑戦II〜（2015年7月1日、日本テレビ）[29] - 高杉草太 役
- トクチョウの女〜国税局特別調査部〜（2017年3月4日、フジテレビ） - 財前孝一郎 役
- ○○な人の末路（2018年4月24日〔23日深夜〕- 6月26日〔25日深夜〕、日本テレビ） - グループ主演・萩原利樹 役（舞祭組のメンバーの千賀健永、宮田俊哉、横尾渉のグループ4人主演）
- 真夏の少年〜19452020 最終話（2020年9月18日、テレビ朝日）[30]

### テレビ番組
- ニカゲーム（2025年4月1日 - 22日、テレビ朝日）[31][32]
- ニカゲーム キスマイ二階堂&タイムレス猪俣&令和ケムリが挑む超基礎英語クイズ (2025年6月29日、テレビ朝日)[33]

### ラジオ
- アッパレやってまーす!（2021年10月11日 - 、MBSラジオ）月曜レギュラー[34]

### 映画
- 小川の辺（2011年、東映） - 太田左門 役
- 劇場版 BAD BOYS J -最後に守るもの-（2013年11月9日公開） - 段野秀典 役
- おとななじみ（2023年5月12日公開） - アパートの住人 役[35][36]

### 配信ドラマ
- 快感インストール（2020年12月4日 - 25日、dTV） - 主演・遠山タカ 役[37]

### 舞台
- 銀河英雄伝説
  - 銀河英雄伝説 撃墜王篇（2012年8月3日 - 12日、天王洲 銀河劇場） - コールドウェル 役[38]
  - 銀河英雄伝説 輝く星 闇を裂いて（2012年11月15日 - 18日、東京国際フォーラム） - 主演・ダーフィット・フォン・ロイス 役[注 2]（横尾渉とW主演）[39]
  - 銀河英雄伝説 第三章 内乱（2013年3月31日 - 4月13日、青山劇場） - ウォルフガング・ミッターマイヤー 役[40][41][42]
  - 銀河英雄伝説 第四章 後篇 激突（2014年2月12日 - 3月2日、青山劇場） - ウォルフガング・ミッターマイヤー 役[43]
- もしも塾
  - もしも塾（2019年4月5日・7日、東京グローブ座）[44]
  - もしも塾 萩公演（2019年5月25日・26日、萩市民館 大ホール）[45]
  - もしも塾（2023年3月22日・23日、東京グローブ座）[46]
  - もしも塾 福岡公演（2023年4月19日・20日、キャナルシティ劇場）[47]

### CM・広告
- サッポロビール「サッポロWATER SOUR」『まるで炭酸水なお酒』篇（2021年8月24日 - ）[48][49]

## 雑誌連載
- 東京ニュース通信社『TVガイドAlpha』「なんでもいいよ、楽しければ。」（2023年10月30日発売号 - ）[50]